# Hüttenberg (Haardt)
Der Hüttenberg bei Maikammer im rheinland-pfälzischen Landkreis Südliche Weinstraße ist ein 620,1 m hoher Vorgipfel der Kalmit (672,6 m) in der Haardt, die den Ostrand des Pfälzerwalds bildet. Auf seinem langgestreckten Gipfelgrat liegt das Felsenmeer Hüttenberg.

## Geographie

### Lage
Der Hüttenberg liegt im Biosphärenreservat Pfälzerwald-Vosges du Nord und im Naturpark Pfälzerwald. Er gehört wie der Breitenberg (545,2 m), der Taubenkopf (603,8 m), die Kanzel (531,7 m) oder der Wetterkreuzberg (400,7 m) zu den Vorbergen der Kalmit (672,6 m). Vollständig bewaldet befindet er sich etwa 950 m (Luftlinie) südwestlich von deren Hauptgipfel, mit der er über einen flachen Bergsattel verbunden ist, und westnordwestlich von jenem des Breitenberges. Sein nördlicher Teil mit dem Gipfel gehört zur Gemarkung von Maikammer, der südliche Teil zu jener von Sankt Martin.

### Naturräumliche Zuordnung
Der Hüttenberg gehört zum Naturraum „Pfälzerwald“, der in der Systematik des von Emil Meynen und Josef Schmithüsen herausgegebenen Handbuches der naturräumlichen Gliederung Deutschlands und seinen Nachfolgepublikationen als Großregion 3. Ordnung klassifiziert wird. Betrachtet man die Binnengliederung des Naturraums, so gehört er zum Mittleren Pfälzerwald und hier zum Gebirgszug der Haardt, welche den Pfälzerwald zur oberrheinischen Tiefebene hin abgrenzt.
Zusammenfassend folgt die naturräumliche Zuordnung des Hüttenbergs damit folgender Systematik:
- Großregion 1. Ordnung: Schichtstufenland beiderseits des Oberrheingrabens
- Großregion 2. Ordnung: Pfälzisch-Saarländisches Schichtstufenland
- Großregion 3. Ordnung: Pfälzerwald
- Region 4. Ordnung (Haupteinheit): Mittlerer Pfälzerwald
- Region 5. Ordnung: Haardt

## Verkehr und Wandern
Entlang dem Süd- und Westhang des Hüttenbergs verläuft von Sankt Martin durch das Hüttenhohl (479 m) und über den Bergsattel Totenkopf (513,7 m) nach Breitenstein die Landesstraße 514 (Totenkopfstraße), von der nordwestlich unterhalb seines Gipfels nahe dem Hüttenhohl auf 476,9 m Höhe die über die Kalmithochlagen nach Maikammer führende L 515 (Kalmithöhenstraße) abzweigt.
Der kürzeste Zugang zum Hüttenberg kann vom Wandererparkplatz an der Kalmit in etwa 15 Minuten erfolgen. Weitere Zugänge sind aus dem Sankt Martiner Tal vom Wandererparkplatz an der bewirtschafteten Schutzhütte Haus an den Fichten durch das Wolseltal oder vom Parkplatz am Hüttenhohl möglich. Über den Gipfelgrat verlaufen zwei Wanderwege – der eine direkt über und durch das Felsenmeer Hüttenberg, der anderer östlich etwas unterhalb am Felsenmeer vorbei. Start- und Endpunkt sind der Sattel zur Kalmit und die am Südende des Grates stehende Schutzhütte Hüttenberghütte (591,2 m), von der die Aussicht in das Sankt Martiner Tal möglich ist. Der im Herbst 2010 eröffnete und 2011 nach den Qualitätskriterien des Deutschen Wanderverbandes zertifizierte Prädikatsweg Pfälzer Weinsteig durchquert auf seiner 5. Etappe auch das Felsenmeer und erreicht anschließend nach längerem Abstieg die Weinbaugemeinde Sankt Martin.